# 테와히포우나무

테 와히포우나무의 위치

테 와히포우나무 - 남서 뉴질랜드(Te Wahipounamu - South West New Zealand)는 뉴질랜드의 유네스코 세계자연유산이다.

## 개요
테 와히포우나무는 마오리어로 "그린 스톤(옥)의 산지"를 의미하는 이름이다. 공원 안에는 쿡산 등 큰 산이 있고, 소위 서던알프스산맥을 형성하여 웅장한 광경이 펼쳐진다. 또한 해안 부에는 1만 4천년 전 빙하기에 형성된 피오르드, 밀포드 사운드가 있다. 그 자연은 매우 어렵고, 테 와히포우나무에 대한 조사는 1960년대에 비로소 시작되었다. 빙하기에서 거의 변화를 보이지 않고 특정 종이나, 육식 달팽이 등 매우 흥미로운 부분이 있는 자연 지역이기도 하다.

## 등록 경위
- 피오르드랜드 국립공원(12,519 km2)이 1952년 국립공원으로 등록.
- 아오라키 마운트쿡 국립공원(707 km2)이 1953년 국립공원으로 등록.
- 웨스트랜드 국립공원(1,175 km2)이 1960년 국립공원으로 등록.
- 마운트 어스파이어링 국립공원(3,555 km2)이 1964년 등록.
- 1990년, 이상이 주변 지역과 함께 세계유산으로 등록되었다.

## 등록 기준
이 세계 유산은 세계 유산 등록 기준에 있어서 다음의 기준을 충족하는 것으로 간주되어 등록했다.
- (7) 한층 뛰어난 자연미와 미학적 중요성 최상의 자연 현상 또는 지역을 포함한 것.
- (8) 지구 역사상의 주요 단계를 보여주는 뚜렷한 모범이다 것. 이것은 생물의 기록, 지형 발달에 중요한 지학적인 진행 과정, 중요한 지형적 특성, 자연 지리적 특성 등이 포함된다.
- (9) 육상, 담수, 해안 및 해양 생태계와 동식물 군중의 진화와 발달에서 진행하고 있는 중요한 생태학적, 생물학적 과정을 보여주는 뚜렷한 모범일 것.
- (10) 생물다양성의 본질적 보전에 있어서 가장 중요하고 의미 있는 자연 서식지를 포함하는 것. 여기에는 과학적 또는 보존의 관점에서 뛰어난 보편적 가치가있는 멸종 위험이 있는 종류의 서식지 등이 포함된다.

## 4개 지역의 유산
- 피오르드랜드 국립공원 (세계 최대라고 일컬어지는 국립공원)
  - 밀포드 사운드
  - 다우트풀 사운드
  - 더스키 사운드
  - 테아나우 호수
  - 마나포우리 호수
  - 마노와이 호수 Lake Monowai
  - 하우로코 호수 Lake Hauroko
  - 포테리테리 호수 Lake Poteriteri
  - 서덜랜드 폭포 Sutherland Falls
  - 브라운 폭포 Browne Falls
  - 쎄크리터리섬 Secretary Island, New Zealand
  - 리솔류션섬 Resolution Island, New Zealand
  - 케플러산
  - 머치슨산
- 아오라키 마운트쿡 국립공원
  - 쿡산(3,754 m, 뉴질랜드 최고봉)
  - 타스만 빙하
  - 타스만산 Mount Tasman
- 웨스트랜드 국립공원
  - 서던알프스산맥 Southern Alps
  - 프란츠 조셉 빙하
  - 폭스 빙하
- 마운트 어스파이어링 국립공원
  - 어스파이어링산(3,027m)
  - 로브로이 빙하

### 자연보호구역
- 와이탕기로토 자연보호구역
- 와이르다네스 자연보호구역

### 자연 과학 보호구
- 협곡 힐 자연 과학 보호구
- 런 파트 자연 과학 보호구
- 테아나우 자연 과학 보호구

### 경관 보호구역
- 쟈코브즈 강 경관 보호구역
- 카란가루아 교량 경관 보호구역
- 모에라키 호수 경관 보호구역
- 파린가 호수 경관 보호구역
- 로 토키노 호수 경관 보호구역
- 마히타히 경관 보호구역
- 오쿠르 경관 보호구역
- 파린가 교량 경관 보호구역
- 로후트 경관 보호구역
- 솔트 라군 경관 보호구역
- 에그 경관 보호구역
- 토아로나 크릭 경관 보호구역
- 와이탕기타오나 경관 보호구역

### 야생 동물 관리 보호구역
- 다이아몬드 호수 야생 동물 관리 보호구역
- 플랫 호수 야생 동물 관리 보호구역
- 오카리트 라군 야생 동물 관리 보호구역
- 화이트 헤론 라군 야생 동물 관리 보호구역

### 환경 지구
- 디가즈 리지 환경 지구
- 리르반 환경 지구
- 솔트 라군 환경 지구
- 오로코 스웜프 환경 지구
- 와이코타우 환경 지구

### 국립공원 특별 지구
- 쎄크리터리 섬 국립공원 특별 지구
- 신받드 게리 스트림 국립공원 특별 지구
- 소란다 섬 국립공원 특별 지구
- 타카헤 피오르드 랜드 국립공원 특별 지구
- 슬립 스트림 국립공원 특별 지구

### 국립공원 자생 지역
- 그레인즈 노크 국립공원 자생 지역
- 펜 브로크 국립공원 자생 지역

### 원주민 지역
- 후커 / 란즈보로 원주민 지역

### 사유지
- 채프먼 보호구역